# Umberto Dianda
Umberto Dianda (Lucca, 12 aprile 1916 – 1º febbraio 2005) è stato un militare italiano, decorato di medaglia d'oro al valor militare a vivente nel corso della seconda guerra mondiale.

## Biografia
Nacque a Lucca il 12 aprile 1916, figlio di Adolfo e Giorgina Romani. 
Chiamato a prestare servizio militare nel Regio Esercito nel maggio 1937 fu assegnato al 3º Reggimento fanteria carrista, venendo posto in congedo con il grado di caporale maggiore nell'agosto 1938. Richiamato per istruzione nell'agosto 1939 ed assegnato al 32º Reggimento fanteria carrista, dopo l'entrata in guerra del Regno d'Italia, avvenuta il 10 giugno 1940, prese parte alle operazioni sul fronte occidentale. 
Il 6 luglio 1940 partì da Napoli per l'Africa Settentrionale Italiana con il 4º Reggimento fanteria carrista mobilitato. Rimasto ferito nel combattimento di Alam Abu Hileiuat il 19 novembre 1940, quando il suo carro medio M11/39 fu colpito in pieno, dopo una degenza negli ospedali da campo 111 e 306 fu aggregato al 115º Reggimento fanteria "Marmarica" a Barce il 18 gennaio 1941 ed assegnato al III e poi al VII Battaglione carri M13/40. Ritornò in Italia con la nave Oceania nell'agosto 1941 e ricoverato nuovamente in ospedale per malattia, ebbe la promozione a sergente maggiore nel novembre stesso anno ed a sottotenente di complemento nell'arma di fanteria assegnato al deposito del 4º Reggimento fanteria carrista. Dopo l'armistizio dell'8 settembre 1943 entrò a far parte della formazione partigiana "Comando militare di Lucca" il 1º ottobre, prestandovi servizio fino al settembre 1944.  Gli venne riconosciuta la qualifica di partigiano combattente e fu insignito della medaglia d'argento al valor militare. Congedato il 30 settembre 1944, fu assunto come impiegato civile dal Ministero delle finanze. A lungo Presidente Onorario dell'Associazione Mutilati e Invalidi di Guerra di Lucca, si spense il giorno 1 febbraio 2005.  Una via di San Pietro a Vico porta il suo nome.